# Disco Destroyer
Disco Destroyer è l'ottavo album in studio della thrash metal band Tankard, prodotto dalla Century Media e pubblicato in Europa il 12 marzo 1998.

## Tracce
1. Serial Killer – 2:34
2. http://www.Planet-Suicide.com – 4:03
3. Hard Rock Dinosaur – 4:15
4. Queen of Hearts – 5:12
5. U-R-B – 3:59
6. Mr. Superlover – 3:53
7. Tankard Roach Motel – 3:48
8. Another Perfect Day – 3:20
9. Death By Whips – 3:31
10. Away! – 3:54
11. Face of the Enemy – 3:06
12. Splendid Boyz – 3:01
13. Disco Destroyer – 1:16

## Formazione
- Andreas "Gerre" Geremia - voce
- Andy Bulgaropulos - chitarra
- Frank Thorwarth - basso
- Olaf Zissel - batteria